# Culturama
Culturama programa cultural del canal estatal Señal Colombia, emitido originalmente entre mayo de 2006 y febrero de 2008, y producido por Videobase, con recursos de la Comisión Nacional de Televisión y la supervisión del Ministerio de Cultura. Fue presentado por Alejandra Borrero y Mario Jursich, y luego por Margarita Ortega.
En el 2009 inicia la nueva temporada de Culturama donde se recogen recuadros de las manifestaciones culturales de las distintas regiones del país, comentadas por Marianne Ponsford, reconocida periodista y gestora cultural.  

## Formato
De una duración de 30 minutos por emisión, cada capítulo de Culturama se desarrollaba alrededor de una temática en particular. Las más frecuentes han sido música, teatro, literatura e internet.